# Franciszek Ksawery Hong Gyo-man
Franciszek Ksawery Hong Gyo-man (kor. 홍교만 F. 하비에르; ur. w 1738 roku w Seulu w Korei; zm. 8 kwietnia 1801 tamże) – koreański męczennik, błogosławiony Kościoła katolickiego.

## Życiorys
Hong Gyo-man urodził się w 1738 roku w Seulu. Jego rodzina od pokoleń pełniła funkcję wysokich rangą urzędników na dworze królewskim. W młodości zdał pierwszy egzamin państwowy. Po przeprowadzce do Pocheon w prowincji Gyeonggi poznał wiarę katolicką za pośrednictwem swojego kuzyna Franciszka Ksawerego Kwon Il-sin. Jednak katolikiem Hong Gyo-man stał się dopiero pod wpływem swojego syna Leona Hong In. Chrzest przyjął z rąk chińskiego misjonarza Jakuba Zhou Wenmo, który przybył do Korei w 1794 roku.
Władze Korei były nieprzyjaźnie nastawione do chrześcijan i co pewien czas rozpoczynały ich prześladowania. W 1801 roku Franciszek Ksawery Hong Gyo-man został aresztowany. Bezskutecznie próbowano go zmusić do wyrzeczenia się wiary. W konsekwencji swojej postawy został ścięty 8 kwietnia 1801 roku w miejscu straceń w Seulu za Małą Zachodnią Bramą razem z innymi katolikami: Augustynem Jeong Yak-jong, Janem Choe Chang-hyeon, Tomaszem Choe Pil-gong oraz Łukaszem Hong Nak-min.
W 1801 roku śmierć męczeńską za wiarę chrześcijańską ponieśli również jego syn Leon Hong In oraz zięć Karol Jeong Cheol-sang.
Franciszek Ksawery Hong Gyo-man został beatyfikowany razem z synem Leonem Hong In i zięciem Karolem Jeong Cheol-sang przez papieża Franciszka 16 sierpnia 2014 roku w grupie 124 męczenników koreańskich.
Wspominany jest 31 maja z grupą 124 męczenników koreańskich.